# نیندورف بای برکنتین
نیندورف بای برکنتین (به آلمانی: Niendorf bei Berkenthin) یک شهر در آلمان است که در هرتسوگتوم لاونبورگ واقع شده‌است.
 نیندورف بای برکنتین  ۱۸۵ نفر جمعیت دارد.